# Gutzon Borglum

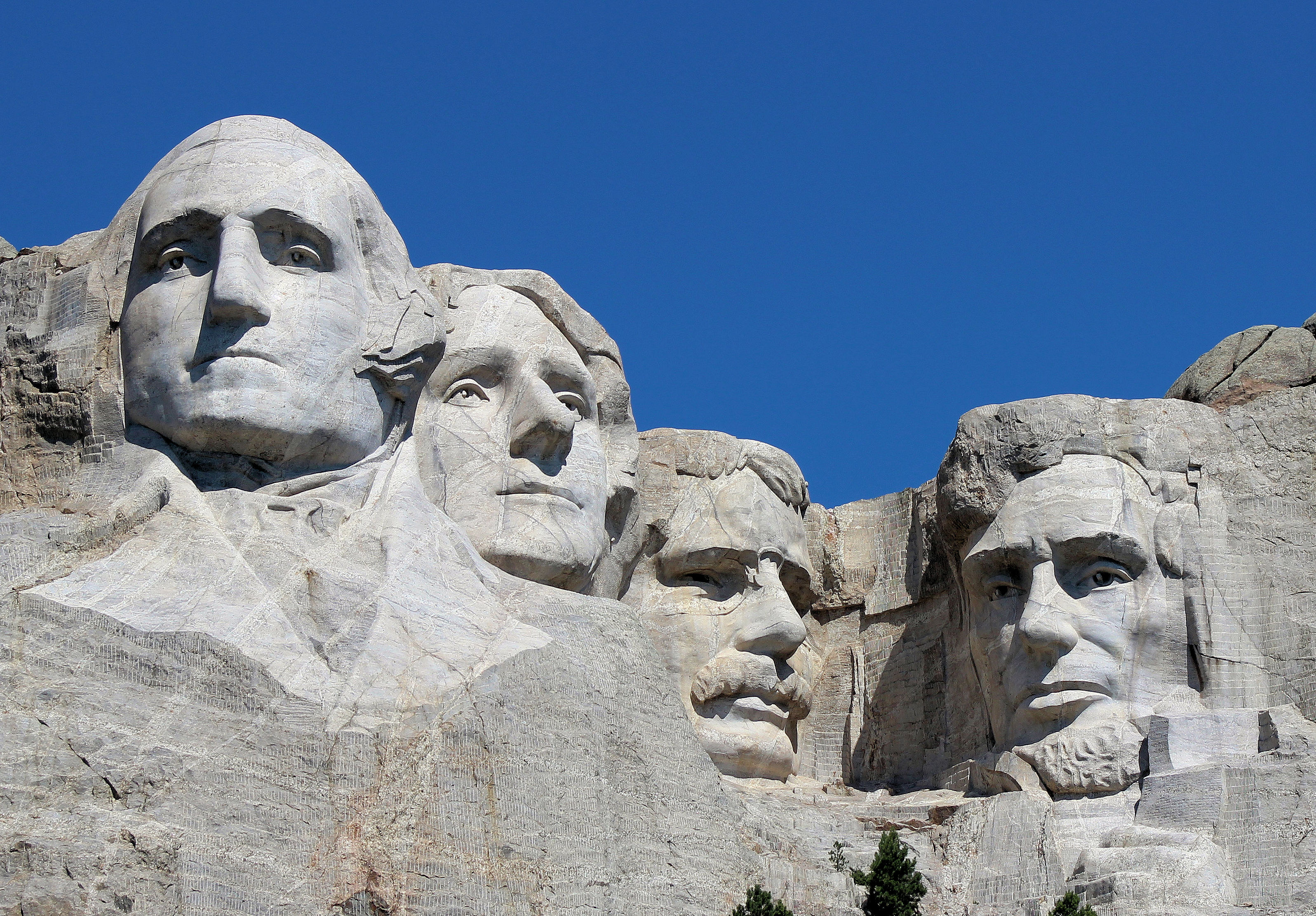
Presidentporträtten på Mount Rushmore.

John Gutzon de la Mothe Borglum, född 25 mars 1867 i St. Charles i Idahoterritoriet, död 6 mars 1941 i Chicago i Illinois, var en amerikansk skulptör av danskt påbrå.
Gutzon Borglum har framför allt väckt uppmärksamhet med sina kolossalskulpturer, bland annat de gigantiska porträtthuvudena av presidenterna George Washington, Thomas Jefferson, Abraham Lincoln och Theodore Roosevelt, vilka påbörjades 1927 och skulpterades fram direkt ur en klippvägg vid Mount Rushmore National Memorial i South Dakota.
Han var bror till Solon Borglum.